# Ифтенка
Ифтенка — река в России, протекает в Городском округе Семёновский Нижегородской области. Устье реки находится в 83 км по левому берегу реки Линды. Длина реки составляет 11 км, площадь водосборного бассейна 44,2 км².
Исток реки у деревни Белоглазово в 12 км к юго-западу от города Семёнов. Река течёт на запад, протекает деревни Белоглазово и Совинское и впадает в Линду у деревни Тарасиха.

## Данные водного реестра
По данным государственного водного реестра России относится к Верхневолжскому бассейновому округу, водохозяйственный участок реки — Волга от Горьковского гидроузла и до устья реки Ока, речной подбассейн реки — Волга ниже Рыбинского водохранилища до впадения Оки. Речной бассейн реки — (Верхняя) Волга до Куйбышевского водохранилища (без бассейна Оки).
По данным геоинформационной системы водохозяйственного районирования территории РФ, подготовленной Федеральным агентством водных ресурсов:
- Код водного объекта в государственном водном реестре — 08010300512110000017404
- Код по гидрологической изученности (ГИ) — 110001740
- Код бассейна — 08.01.03.005
- Номер тома по ГИ — 10
- Выпуск по ГИ — 0